# Zoltán Rumi
Zoltán Rumi (ur. 13 czerwca 1990 w Budapeszcie) – węgierski wioślarz.

## Osiągnięcia
- Mistrzostwa Świata – Poznań 2009 – ósemka wagi lekkiej – 9. miejsce[1].